# São João do Triunfo
São João do Triunfo est une municipalité brésilienne située dans l'État du Paraná.